# Clan Ōuchi

Mon (emblema) del clan Ōuchi

El clan Ōuchi (大内氏 Ōuchi-shi) fou una de les més famoses i importats famílies del Japó feudal durant el shogunat Ashikaga, del segle xii al segle xiv. Els seus dominis foren governats des de la ciutat fortificada de Yamaguchi i arribaren a comprendre sis províncies en el seu moment de màxima esplendor. A més, els Ōuchi jugaren un paper important de suport cap a Ashikaga en les guerres del període Nanboku-Cho contra la Cort Imperial. Els Ōuchi continuaren ostentant un gran poder fins a 1560, quan es veieren eclipsats pels seus vassalls, el clan Mōri.

## Història
La llegenda local a la moderna ciutat Yamaguchi diu que el clan Ōuchi tenia orígens continentals. Concretament descendiria d'un príncep de Paekche, afirmació recolzada pel Ōuchi-shi Jitsruroku (大内氏実録), obra de l'historiador Kondō Kiyoshi (近藤清石, 1833–1916). Tot i així, és un tema controvertit sobre el que encara es discuteix.
Amb seu a la província de Suō, cap a l'extrem occidental de Honshū, els Ōuchi formaven part de les famílies principals implicades en el comerç exterior i les relacions, sobretot amb la Xina. Després de la Guerra d'Ōnin (1467-1477), sorgí una forta rivalitat entre els Ōuchi i la família Hosokawa, que ara es trobaven al poder. Els dos clans es van enfrontar a Ningbo el 1523 i, com a conseqüència, els xinesos van tancar Ningbo als comerciants japonesos. Després de l'incident, els vaixells Ōuchi només van ser autoritzats a comerciar a la Xina el 1540 i el 1549. Els Ōuchi també van allotjar el missioner jesuïta portuguès Francesc Xavier durant un temps el 1551.
Com a resultat de la seva riquesa i contactes comercials, els Ōuchi van guanyar renom en els mons de l'art i la cultura. Tenien innombrables objectes de gran bellesa i notable importància cultural i artística, tant del Japó com de la Xina, així com de països més llunyans. Fou especialment famosa la invitació que va fer Ōuchi Masahiro al cèlebre pintor Sesshū a Yamaguchi el 1486 .
La prosperitat de clan Ōuchi va ser tal que van intentar que l'emperador Go-Nara traslladés la seva capital des de Kyoto (afectada per la guerra) a la seva ciutat d'origen, Yamaguchi, el 1551. Però la negativa envers aquest pla per part de l'estament militar dels Ōuchi va provocar una rebel·lió que obligà al daimyō Ōuchi Yoshitaka a suïcidar-se. La línia Ōuchi pròpiament dita va acabar aquí, ja que el següent (i últim) cap de clan Ōuchi Yoshinaga, instal·lat pel líder de la rebel·lió Sue Harukata, era en realitat el germà petit del rival Ōuchi, Ōtomo Sōrin.
Yoshinaga es va suïcidar dos anys després de la batalla de Miyajima de 1555, en la qual Sue Harukata va ser derrotat per Mōri Motonari, un altre antic vassall de Yoshitaka.

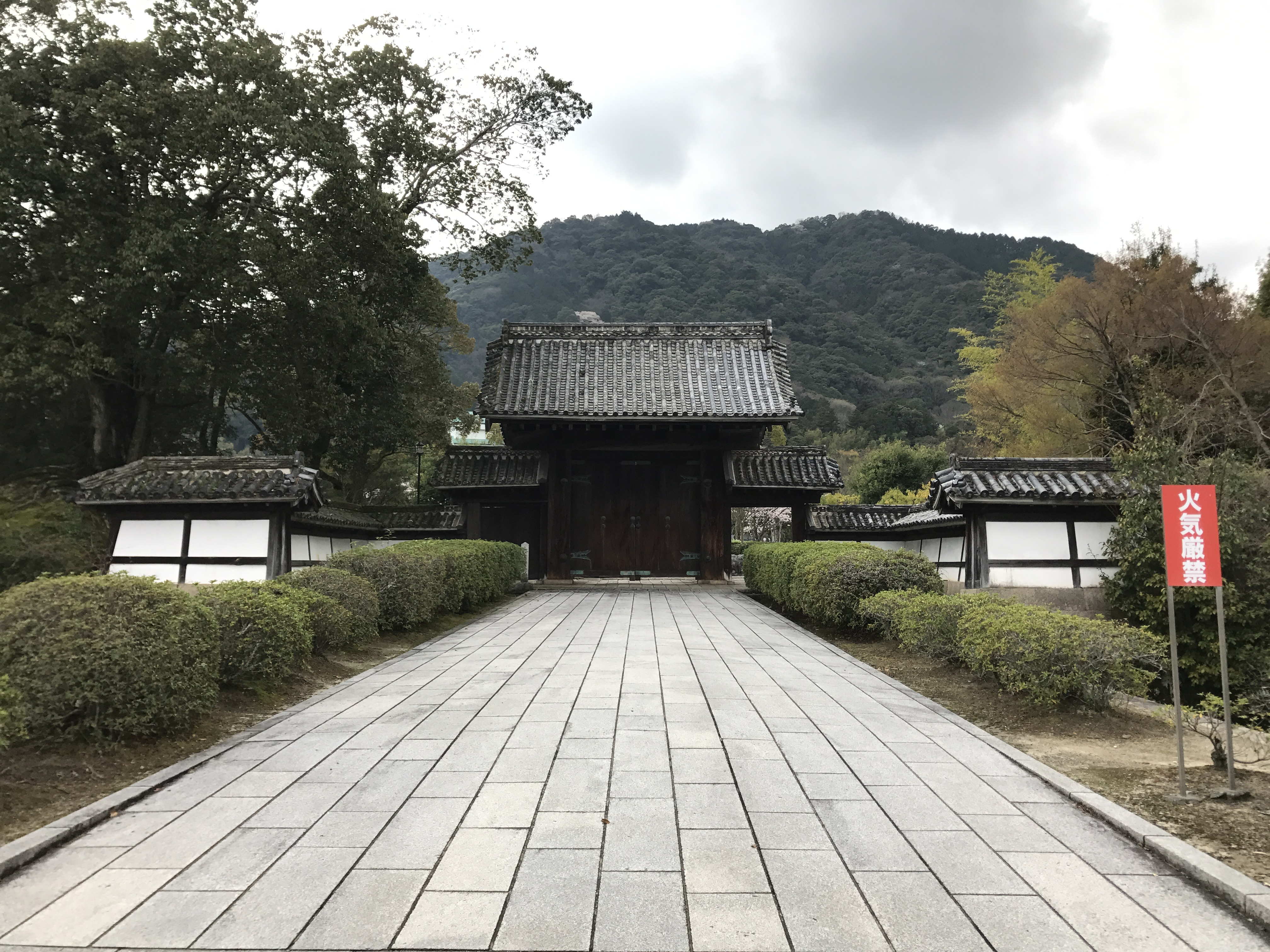
Porta principal del castell de Yamaguchi, bressol del clan Ōuchi

## Líders del clan Ōuchi
1. Ōuchi Morifusa (大内盛房)
2. Ōuchi Hiromori (大内弘盛)
3. Ōuchi Mitsumori (大内満盛)
4. Ōuchi Hironari (大内弘成, ? –1244)
5. Ōuchi Hirosada (大内弘貞, ? –1286)
6. Ōuchi Hiroie (大内弘家, 1274?–1300)
7. Ōuchi Shigehiro (大内重弘, ? –1320)
8. Ōuchi Hiroyuki (大内弘幸, ? –1352)
9. Ōuchi Hiroyo (大内弘世, 1325–1380)
10. Ōuchi Yoshihiro (大内義弘, 1356–1400) – Va dirigir una revolta contra Shogun Ashikaga Yoshimitsu.
11. Ōuchi Moriharu (大内盛見, 1377–1431)
12. Ōuchi Mochiyo (大内持世, 1394–1441)
13. Ōuchi Norihiro (大内教弘, 1420–1465)
14. Ōuchi Masahiro (大内政弘, 1446–1495) – un dels generals en cap de Yamana Sōzen's en la Guerra d'Ōnin.
15. Ōuchi Yoshioki (大内義興, 1477–1529) – Restaurà al shogun Ashikaga Yoshitane en el poder després de 15 anys d'absència en 1508.
16. Ōuchi Yoshitaka (大内義隆, 1507–1551) – El senyor que va conèixer el poder Ōuchi en el seu millor moment i com aquest acabava bruscament bruscament.
17. Ōuchi Yoshinaga (大内義長, 1532?–1557) – El darrer senyor Ōuchi, fill del daimyō Ōtomo Yoshiaki, en lloc de descendir de la seva línia de sang